# Jot Em Down
Jot Em Down è una comunità non incorporata degli Stati Uniti d'America della contea di Delta nello Stato del Texas.
Deve il suo nome a un negozio di fantasia del programma radiofonico Lum and Abner.